# Tipula hennigiana
Tipula hennigiana är en tvåvingeart som beskrevs av Alexander 1971. Tipula hennigiana ingår i släktet Tipula och familjen storharkrankar. Inga underarter finns listade i Catalogue of Life.